# Knaflič
Knaflič je priimek več ljudi v Sloveniji, ki ga je po podatkih SURSa na dan 4. marca 2010 uporabljalo 73 oseb.

## Znani nosilci priimka
- Anton Knaflič (1893–1957), tovarnar usnja v Kamniku (UTOK)
- Fran Josip Knaflič (1879–1949), pisatelj, dramatik, prevajalec in časnikar
- Franci Knaflič (*1951), polkovnik SV
- Jakob (Radoslav) Knaflič (1862–1941) učitelj, rodoljub in publicist
- Mihael Knaflič (1857–1928), učitelj podkovstva
- Nevenka Vargazon Knaflič (1923–2019), zdravnica pediatrinja, prof. MF
- Tilen Knaflič, fizik
- Vladimir Knaflič (1888–1944?), pravnik in publicist